# Drašča vas
Drašča vas je naselje u slovenskoj Općini Žužemberku. Drašča vas se nalazi u pokrajini Dolenjskoj i statističkoj regiji Jugoistočnoj Sloveniji. 

## Stanovništvo
Prema popisu stanovništva iz 2002. godine naselje je imalo 89 stanovnika.